# Le Rêve
Le Rêve (Português, "O Sonho") é um óleo sobre tela, elaborado por Pablo Picasso no ano de 1932, no seu estúdio de Boisgeloup, perto de Paris, medindo 130 × 97 cm. O quadro representa a amante de Picasso Marie-Thérèse Walter, então com 22 anos. Ela é dita como tendo sido pintada em uma tarde, quando Picasso resolveu fazer uma grande retrospectiva da sua obra em Paris, após ver uma pintura de seu rival na época, o pintor Henri Matisse. A pintura possui um conteúdo erótico e cores chamativas. Muitos estudioso acreditam que Picasso representou na tela o desenho de seu próprio falo, na parte superior da cabeça curvada da figura feminina que é representada. É uma pintura pertencente ao movimento artístico Fauvismo.[carece de fontes?]

## Proveniência
Nove anos depois da obra ter sido produzida, em 1941, o quadro foi vendido para um casal colecionador de artes, que, na época, pagou pela pintura cerca de U$ 7.000. Em 1997, a obra foi repassada no leilão Christie's pelo preço de U$ 44 milhões. Além desta compra, o casal se concentrou em colecionar grandes artistas como: Pablo Picasso (o próprio autor de Le Rêve), Jasper Johns, Robert Rauschenberg, Frank Stella e Eva Hesse.

## Incidente de Wynn
Em 2006, o então dono do quadro, o magnata americano Steve Wynn, acidentalmente danificou a pintura quando a estava mostrando para amigos pessoais e bateu com o seu cotovelo na tela, criando um rasgo de 20 centímetros. Antes do acidente, Wynn tinha firmado um acordo para vender a obra por 139 milhões de dólares para o empresário Steven A. Cohen. Mesmo pós uma restauração que apagou os danos visíveis, Wynn e vendeu a obra por 155 milhões de dólares, aumentando assim seu valor. Na época, a obra foi estimada como a peça artística mais cara já vendida.